# Engenheiro Caldas
Engenheiro Caldas är en kommun i Brasilien.   Den ligger i delstaten Minas Gerais, i den sydöstra delen av landet, 700 km sydost om huvudstaden Brasília. Antalet invånare är 10 276.
Omgivningarna runt Engenheiro Caldas är huvudsakligen savann. Runt Engenheiro Caldas är det glesbefolkat, med 12 invånare per kvadratkilometer.